# Прушкув (Великопольське воєводство)
Прушкув (пол. Pruszków) — село в Польщі, у гміні Блізанув Каліського повіту Великопольського воєводства.
Населення — 609 осіб (2011).
У 1975-1998 роках село належало до Каліського воєводства.

## Демографія
Демографічна структура станом на 31 березня 2011 року:
|          | Загалом | Допрацездатний вік | Працездатний вік | Постпрацездатний вік |
| -------- | ------- | ------------------ | ---------------- | -------------------- |
| Чоловіки | 304     | 73                 | 210              | 21                   |
| Жінки    | 305     | 70                 | 186              | 49                   |
| Разом    | 609     | 143                | 396              | 70                   |